# Ezerets (Dobritsj)
Ezerets (Bulgaars: Езерец) is een dorp in het noordoosten van Bulgarije. Het dorp is gelegen in de gemeente Sjabla in de oblast Dobritsj. Het dorp ligt hemelsbreed ongeveer 56 km ten noordoosten van Dobritsj en 434 km ten noordoosten van Sofia.

## Bevolking
Het dorp Ezerets had bij een schatting van 2020 een inwoneraantal van 111 personen. Dit waren 13 mensen (-10,5%) minder dan 124 inwoners bij de officiële census van februari 2011. De gemiddelde jaarlijkse groei in die periode komt daarmee uit op -1,1%, hetgeen lager is dan het landelijk jaarlijks gemiddelde over deze periode (-0,63%). Het aantal inwoners vertoont al tientallen jaren een dalende trend: in 1946 woonden er nog 645 personen in het dorp.
- 1934 550
Koninkrijk Bulgarije
- 1946 645
Volksrepubliek Bulgarije
- 1956 603
Volksrepubliek Bulgarije
- 1965 448
Volksrepubliek Bulgarije
- 1975 315
Volksrepubliek Bulgarije
- 1985 235
Volksrepubliek Bulgarije
- 1992 199
Republiek Bulgarije
- 2001 162
Republiek Bulgarije
- 2011 124
Republiek Bulgarije
- 2020 111
Republiek Bulgarije

- Koninkrijk Bulgarije
- Volksrepubliek Bulgarije
- Republiek Bulgarije

In het dorp leven nagenoeg uitsluitend etnische Bulgaren. In februari 2011 identificeerden 121 van de 122 ondervraagden zichzelf als ethische “Bulgaren”, oftewel 99,2% van alle ondervraagden.
| Etnische samenstelling van de respondenten (2011) | Etnische samenstelling van de respondenten (2011) | Etnische samenstelling van de respondenten (2011) | Etnische samenstelling van de respondenten (2011) | Etnische samenstelling van de respondenten (2011) |
| ------------------------------------------------- | ------------------------------------------------- | ------------------------------------------------- | ------------------------------------------------- | ------------------------------------------------- |
|                                                   |                                                   |                                                   |                                                   |                                                   |
| Bulgaren                                          | Bulgaren                                          |                                                   | 99,2%                                             | 99,2%                                             |
| Turken                                            | Turken                                            |                                                   | 0,0%                                              | 0,0%                                              |
| Roma                                              | Roma                                              |                                                   | 0,0%                                              | 0,0%                                              |
| Anders/Onbekend                                   | Anders/Onbekend                                   |                                                   | 0,8%                                              | 0,8%                                              |